# كأس تونس للكرة الطائرة للسيدات
كأس تونس للكرة الطائرة للسيدات هي واحدة من المسابقات الرئيسية المهتمة برياضة الكرة الطائرة في تونس. تأسس الكأس في 1959، وتشرف على تنظيمه الجامعة التونسية للكرة الطائرة.

الفريق الأكثر تتويجا هو الهلال الرياضي التونسي ب14 لقبا، يليه النادي الرياضي الصفاقسي ب10 ألقاب

## سجل النتائج
| - 1958–59: النادي الإفريقي. - 1959–60: ? - 1960–61: التحالف الرياضي التونسي. - 1961–62: التحالف الرياضي التونسي. - 1962–63: التحالف الرياضي التونسي. - 1963–64: نادي سكك الحديد التونسي. - 1964–65: نادي سكك الحديد التونسي. - 1965–66: الهلال الرياضي التونسي. - 1966–67: الهلال الرياضي التونسي. - 1967–68: الهلال الرياضي التونسي. - 1968–69: الترجي الرياضي التونسي. - 1969–70: الشبيبة الرياضية بالعمران. - 1970–71: الشبيبة الرياضية بالعمران. - 1971–72: الشبيبة الرياضية بالعمران. - 1972–73: الشبيبة الرياضية بالعمران. - 1973–74: المستقبل الرياضي بالمرسى. - 1974–75: الترجي الرياضي التونسي. - 1975–76: المستقبل الرياضي بالمرسى. - 1976–77: المستقبل الرياضي بالمرسى. - 1977–78: المستقبل الرياضي بالمرسى. - 1978–79: المستقبل الرياضي بالمرسى. - 1979–80: المستقبل الرياضي بالمرسى. - 1980–81: المستقبل الرياضي بالمرسى. - 1981–82: المستقبل الرياضي بالمرسى. - 1982–83: النادي الإفريقي. - 1983–84: النادي الإفريقي. - 1984–85: النادي الإفريقي. - 1985–86: الهلال الرياضي التونسي. - 1986–87: النادي الإفريقي. - 1987–88: النادي الإفريقي. - 1988–89: النادي الإفريقي. - 1989–90: النادي الإفريقي. - 1990–91: النادي الإفريقي. - 1991–92: الهلال الرياضي التونسي. - 1992–93: الهلال الرياضي التونسي. - 1993–94: الهلال الرياضي التونسي. - 1994–95: الهلال الرياضي التونسي. - 1995–96: الهلال الرياضي التونسي. - 1996–97: النادي الجامعي بأريانة. - 1997–98: الهلال الرياضي التونسي. - 1998–99: الهلال الرياضي التونسي. - 1999–00: النادي الرياضي الصفاقسي. - 2000–01: الهلال الرياضي التونسي. - 2001–02: الهلال الرياضي التونسي. - 2002–03: النادي الأولمبي القليبي. - 2003–04: النادي الأولمبي القليبي. - 2004–05: النادي الرياضي الصفاقسي. - 2005–06: النادي الأولمبي القليبي. - 2006–07: الهلال الرياضي التونسي. - 2007–08: النادي الرياضي الصفاقسي. - 2008–09: النادي الرياضي الصفاقسي. - 2009–10: الاتحاد الرياضي القرطاجني. - 2010–11: الاتحاد الرياضي القرطاجني. - 2011–12: النادي الرياضي الصفاقسي. - 2012–13: النادي الرياضي الصفاقسي. - 2013–14: النادي الرياضي الصفاقسي. - 2014–15: النادي النسائي بقرطاج. - 2015–16: النادي النسائي بقرطاج. - 2016–17: النادي النسائي بقرطاج. - 2017–18: النادي الرياضي الصفاقسي. - 2018–19: النادي الرياضي الصفاقسي. - 2019–20: النادي النسائي بقرطاج. - 2020–21: النادي النسائي بقرطاج. - 2021–22: النادي النسائي بقرطاج. - 2022–23: النادي النسائي بقرطاج. - 2023–24: النادي الرياضي الصفاقسي |

## عدد مرات الفوز
| النادي                    | عدد مرات الفوز |
| ------------------------- | -------------- |
| الهلال الرياضي التونسي    | 14             |
| النادي الرياضي الصفاقسي   | 10             |
| النادي الإفريقي           | 9              |
| المستقبل الرياضي بالمرسى  | 8              |
| النادي النسائي بقرطاج     | 7              |
| الشبيبة الرياضية بالعمران | 4              |
| النادي الأولمبي القليبي   | 3              |
| التحالف الرياضي التونسي   | 3              |
| الاتحاد الرياضي القرطاجني | 2              |
| الترجي الرياضي التونسي    | 2              |
| نادي سكك الحديد التونسي   | 2              |
| النادي الجامعي بأريانة    | 1              |

## مقالات ذات صلة
- بطولة تونس للكرة الطائرة للسيدات
- كأس تونس للكرة الطائرة للرجال
- الجامعة التونسية للكرة الطائرة

## روابط خارجية
- الموقع الرسمي للجامعة.